# I. Frigyes osztrák herceg
I. Frigyes (?, 1175 – Akko, 1198. április 16.) osztrák uralkodó herceg. V. Lipót herceg és II. Géza magyar király lányának, Ilonának a fiaként született. Az ifjú herceg részt vett a VI. Henrik német-római császár vezette keresztes hadjáratban 1197-ben. A Palesztinából való visszaút során halt meg.
| Előző uralkodó: V. Lipót | Ausztria hercege 1194 – 1198 | Következő uralkodó: VI. Lipót |